# KTAV-LD
KTAV-LP é uma emissora de televisão americana com sede em Los Angeles, Califórnia. É afiliada à rede Almavision e opera no canal 69 UHF analógico.